# Lijst van voetbalinterlands Algerije - Senegal (vrouwen)
Deze lijst van voetbalinterlands is een overzicht van alle officiële voetbalinterlands tussen de nationale vrouwenteams van Algerije en Senegal. De landen hebben tot nu toe tien keer tegen elkaar gespeeld. 

## Wedstrijden
| №  | Plaats      | Datum           | Competitie                                | Wedstrijd          | Uitslag |
| -- | ----------- | --------------- | ----------------------------------------- | ------------------ | ------- |
| 1  | Dakar       | 17 oktober 2006 | Vriendschappelijk                         | Senegal − Algerije | 2 − 3   |
| 2  | Dakar       | 20 oktober 2006 | Vriendschappelijk                         | Senegal − Algerije | 2 − 0   |
| 3  | Algiers     | 12 juli 2007    | Vriendschappelijk                         | Algerije − Senegal | 3 − 1   |
| 4  | Sidi Moussa | 14 januari 2014 | Vriendschappelijk                         | Algerije − Senegal | 1 − 2   |
| 5  | Algiers     | 18 januari 2014 | Vriendschappelijk                         | Algerije − Senegal | 3 − 0   |
| 6  | Pikine      | 4 april 2018    | Afrikaans kampioenschap 2018 kwalificatie | Senegal − Algerije | 2 − 1   |
| 7  | Algiers     | 10 april 2018   | Afrikaans kampioenschap 2018 kwalificatie | Algerije − Senegal | 2 − 0   |
| 8  | Thiès       | 14 juli 2023    | Vriendschappelijk                         | Senegal − Algerije | 3 − 1   |
| 9  | Thiès       | 18 juli 2023    | Vriendschappelijk                         | Senegal − Algerije | 4 − 0   |
| 10 | Blida       | 1 juli 2025     | Vriendschappelijk                         | Algerije − Senegal | 0 − 3   |

## Samenvatting
| Competitie                           | Totaal gespeeld | Winst Algerije | Gelijk | Winst Senegal | Doelsaldo Algerije – Senegal |
| ------------------------------------ | --------------- | -------------- | ------ | ------------- | ---------------------------- |
| Afrikaans kampioenschap kwalificatie | 2               | 1              | 0      | 1             | 3 − 2                        |
| Vriendschappelijk                    | 8               | 3              | 0      | 5             | 11 − 17                      |
| Totaal                               | 10              | 4              | 0      | 6             | 14 − 19                      |